# Evoluzione di Schramm-Loewner

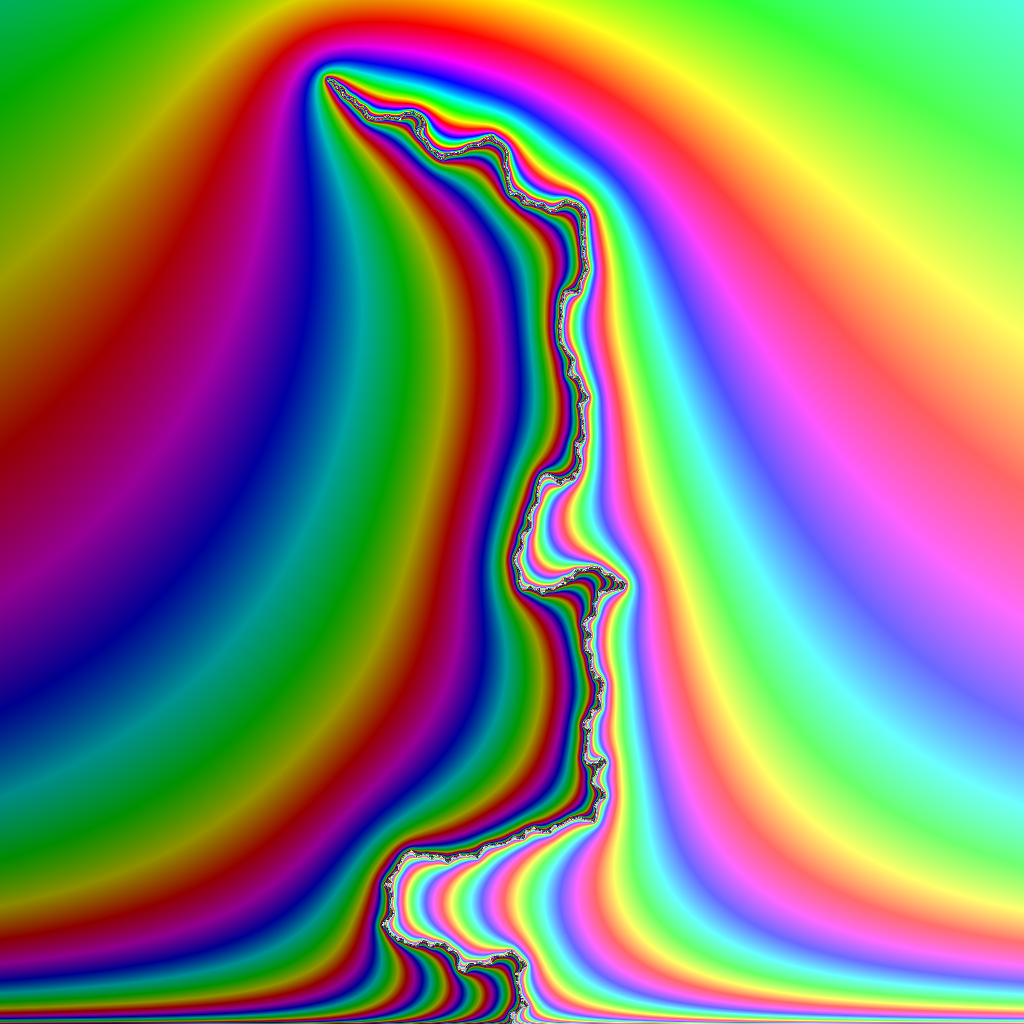
Evoluzione di Schramm-Loewner sul semipiano superiore con indicazione della tonalità di

In teoria delle probabilità, l'evoluzione di Schramm-Loewner con parametro κ, nota anche come evoluzione di Loewner stocastica (SLEκ), è una famiglia di curve aleatorie del piano per le quali è stato dimostrato essere il limite di scaling di una varietà di modelli bidimensionali su reticolo in meccanica statistica. Dato un parametro κ e un dominio nel piano complesso U, fornisce una famiglia di curve random in U, con κ che controlla di quanto "gira" la curva. Esistono due varianti principali di SLE, SLE cordale che fornisce una famiglia di curve random dati due punti fissi limite e SLE radiale, che fornisce una famiglia di curve random da un punto fisso limite a un punto fisso interno. Queste curve sono definite in modo da soddisfare invarianza conforme e Markovianità del dominio.
Fu scoperta da Oded Schramm nel 2000, ipotizzata come limite di scaling dell'albero ricoprente uniforme planare (UST) e dei processi probabilistici del loop-erased random walk nel piano (LERW), e sviluppato da lui insieme a Greg Lawler e Wendelin Werner in una serie di articoli congiunti.
Oltre a UST e LERW, l'evoluzione di Schramm-Loewner è congetturata o dimostrata essere in grado di descrivere il limite di scaling di vari processi stocastici nel piano, come la percolazione critica, il modello di Ising critico, il modello a doppio dimero, le passeggiate autoevitanti e altri modelli critici di meccanica statistica che mostrano invarianza conforme. Le curve SLE sono i limiti di scaling delle interfacce e di altre curve casuali non auto-intersecanti presenti in questi modelli. L'idea principale è che l'invarianza conforme e una certa proprietà di Markov, inerente a tali processi stocastici, messe insieme rendono possibile esprimere queste curve planari in termini di un moto browniano unidimensionale che corre lungo la frontiera del dominio (la funzione di driving nell'equazione differenziale di Loewner). In questo modo, molti interrogativi importanti sui modelli nel piano possono essere tradotti in esercizi di calcolo alla Itō. In effetti, diverse previsioni matematicamente non rigorose effettuate dai fisici, che utilizzano la teoria dei campi conformi, sono state dimostrate utilizzando questa strategia.

## L'equazione di Lowner
Se D è un dominio complesso aperto, semplicemente connesso, non equivalente a C, e γ è una curva semplice in D che parte dalla frontiera (una funzione continua con γ(0) sulla frontiera di D e γ((0,∞)) un sottoinsieme di D), allora per ogni t ≥ 0, il complemento Dt di γ([0, t]) è semplicemente connesso e quindi conformemente isomorfo a D per il teorema della mappa di Riemann. Se ƒt è un adeguato isomorfismo normalizzato da D a Dt, allora soddisferà un'equazione differenziale trovata da Loewner nel 1923 nel suo lavoro sulla congettura di Bieberbach. A volte è più conveniente usa la funzione inversa gt di ƒt, che è una mappa conforme da Dt a D.
Nell'equazione di Loewner, z è appartenente al dominio D, t ≥ 0 e i valori al contorno al tempo t = 0 sono ƒ0(z) = z o g0(z) = z. L'equazione dipende da una funzione di driving ζ(t) che assume valori sulla frontiera di D. Se D è il disco unitario e la curva γ è parametrizzata dalla "capacità", allora l'equazione di Loewner è
{\displaystyle {\frac {\partial f_{t}(z)}{\partial t}}=-zf_{t}^{\prime }(z){\frac {\zeta (t)+z}{\zeta (t)-z}}\qquad } o {\displaystyle \qquad {\dfrac {\partial g_{t}(z)}{\partial t}}=g_{t}(z){\dfrac {\zeta (t)+g_{t}(z)}{\zeta (t)-g_{t}(z)}}.}
Se D è il semipiano superiore l'equazione di Loewner differisce da questa per il cambio di variabile ed è
{\displaystyle {\frac {\partial f_{t}(z)}{\partial t}}={\frac {2f_{t}^{\prime }(z)}{\zeta (t)-z}}\qquad } o {\displaystyle \qquad {\dfrac {\partial g_{t}(z)}{\partial t}}={\dfrac {2}{g_{t}(z)-\zeta (t)}}.}
La funzione di dricing ζ e la curva γ sono legate da
{\displaystyle f_{t}(\zeta (t))=\gamma (t)\qquad } o {\displaystyle \qquad \zeta (t)=g_{t}(\gamma (t)),}
dove ƒt e gt sono estesi per continuità.

### Esempio
Sia D il semipiano superiore e si consideri un SLE0, quindi la funzione di driving ζ è un moto browniano con diffusività zero. La funzione ζ è quindi identicamente zero quasi sicuramente e
{\displaystyle f_{t}(z)={\sqrt {z^{2}-4t}}}
{\displaystyle g_{t}(z)={\sqrt {z^{2}+4t}}}
{\displaystyle \gamma (t)=2i{\sqrt {t}}}
{\displaystyle D_{t}} è il semipiano superiore con il segmento da 0 a {\displaystyle 2i{\sqrt {t}}} rimosso.

## Evoluzione di Schramm-Loewner
L'evoluzione di Schramm-Loewner è la curva casuale γ data dall'equazione di Loewner come nella sezione precedente, per la funzione di driving
{\displaystyle \zeta (t)={\sqrt {\kappa }}B(t),}
dove B(t) è il moto browniano sulla frontiera di D, scalato di qualche κ reale. In altre parole, l'evoluzione di Schramm-Loewner è una misura di probabilità su curve del piano, data come immagine della misura di Wiener sotto questa mappa.
In generale la curva γ non deve essere semplice, e il dominio Dt non è il complemento di γ([0,t]) in D, ma è invece la componente illimitata del complemento.
Esistono due versioni della SLE, che utilizzano due famiglie di curve, ciascuna dipendente da un parametro reale non negativo κ:
- SLEκ cordale, che è legata alle curve che connettono due punti sulla frontiera di un dominio (di solito il semipiano superiore, con i punti 0 e infinito).
- SLEκ radiale, che si riferisce alle curve che uniscono un punto sulla frontiera di un dominio a un punto all'interno (spesso curve che uniscono 1 e 0 nel disco unitario).

SLE dipende da una scelta del moto browniano sulla frontiera del dominio, e ci sono diverse variazioni a seconda del tipo di moto browniano utilizzato: ad esempio potrebbe iniziare da un punto fisso, o iniziare da un punto uniformemente distribuito sul cerchio unitario, o potrebbe avere una deriva incorporata e così via. Il parametro κ controlla il tasso di diffusione del moto browniano e il comportamento della SLE dipende in modo critico dal suo valore.
I due domini più comunemente usati nell'evoluzione di Schramm-Loewner sono il semipiano superiore e il disco unitario. Sebbene l'equazione differenziale di Loewner in questi due casi appaia diversa, sono equivalenti per cambiamenti di variabili poiché il disco unitario e il semipiano superiore sono conformemente equivalenti. Tuttavia un'equivalenza conforme tra di loro non preserva i moti browniani sulle loro frontiere usati per guidare l'evoluzione di Schramm-Loewner (ossia non preserva le funzioni di driving).

## Valori speciali diκ
- Per 0 ≤ κ < 4 la curva γ(t) è semplice (con probabilità 1).
- Per 4 < κ < 8 la curva γ(t) si auto-interseca e ogni punto è contenuto in un loop ma la curva non riempie lo spazio (con probabilità 1).
- Per κ ≥ 8 la curva γ(t) riempie lo spazio (con probabilità 1).
- κ = 2 corrisponde al loop-erased random walk o, equivalentemente, ai rami dell'albero ricoprente uniforme.
- Per κ = 8/3, SLE κ ha la proprietà di restrizione e si ipotizza che sia il limite di scala delle passeggiate aleatorie autoevitanti. Una versione di esso è la frontiera esterna del moto browniano.
- κ = 3 è il limite delle interfacce per il modello di Ising.
- κ = 4 corrisponde al percorso dell'esploratore armonico e alle curve di livello del campo libero gaussiano.
- Per κ = 6, SLE κ ha la proprietà di località. Ciò sorge nel limite di scala della percolazione critica sul reticolo triangolare e si congettura anche su altri reticoli.
- κ = 8 corrisponde al percorso che separa l'albero ricoprente uniforme dal suo albero duale.

Quando SLE corrisponde a una qualche teoria di campo conforme, il parametro κ è correlato alla carica centrale c della teoria di campo conforme da
{\displaystyle c={\frac {(8-3\kappa )(\kappa -6)}{2\kappa }}.}
Ogni valore di c < 1 corrisponde a due valori di κ, un valore κ compreso tra 0 e 4 e un valore "duale" 16/κ maggiore di 4.
Beffara nel 2008 mostrò che la dimensione di Hausdorff dei cammini (con probabilità 1) è uguale a min(2, 1 + κ/8).

## Formule di probabilità di passaggio a sinistra per la SLEκ
La probabilità per una SLEκ cordale γ di trovarsi a sinistra di un certo punto {\displaystyle x_{0}+iy_{0}=z_{0}\in \mathbb {H} } fissato fu calcolata da Schramm
{\displaystyle \mathbb {P} [\gamma {\text{ passes to the left }}z_{0}]={\frac {1}{2}}+{\frac {\Gamma ({\frac {4}{\kappa }})}{{\sqrt {\pi }}\,\Gamma ({\frac {8-\kappa }{2\kappa }})}}{\frac {x_{0}}{y_{0}}}\,_{2}F_{1}\left({\frac {1}{2}},{\frac {4}{\kappa }},{\frac {3}{2}},-\left({\frac {x_{0}}{y_{0}}}\right)^{2}\right),}
dove {\displaystyle \Gamma } è la funzione Gamma e {\displaystyle _{2}F_{1}(a,b,c,d)} è la funzione ipergeometrica. Questo è stato derivato utilizzando la proprietà di martingala di
{\displaystyle h(x,y):=\mathbb {P} [\gamma {\text{ passes to the left }}x+iy]}
e il lemma di Itô per ottenere la seguente equazione alle derivate parziali per {\displaystyle w:={\tfrac {x}{y}}}
{\displaystyle {\frac {\kappa }{2}}\partial _{ww}h(w)+{\frac {4w}{w^{2}+1}}\partial _{w}h=0.}
Per κ = 4, il membro di destra è {\displaystyle 1-{\tfrac {1}{\pi }}\arg(z_{0})}, che è stato utilizzato nella costruzione dell'esploratore armonico, e per κ = 6, otteniamo la formula di Cardy, che è stata utilizzata da Smirnov per dimostrare l'invarianza conforme nella percolazione.

## Applicazioni
Lawler, Schramm e Werner usarono SLE6 per dimostrare la congettura di Mandelbrot (1982) che la frontiera di un moto Browniano nel piano abbia dimensione frattale 4/3.
Stanislav Smirnov dimostrò che la percolazione critica sul reticolo triangolare è correlata al SLE6. In combinazione con il lavoro precedente di Harry Kesten, questo ha portato alla determinazione di molti degli esponenti critici della percolazione. Questa svolta, a sua volta, ha consentito un'ulteriore analisi di molti aspetti di questo modello.
Lawler, Schramm e Werner hanno dimostrato che il loop-erased random walk converge alla SLE2. Ciò ha consentito la derivazione di molte proprietà quantitative del loop-erased random walk (alcune delle quali derivate in precedenza da Richard Kenyon). È stato dimostrato che la curva di Peano casuale correlata che delinea l'albero ricoprente uniforme converge a SLE8.
Rohde e Schramm mostrarono che κ è correlato alla dimensione frattale di una curva dalla seguente relazione
{\displaystyle d=1+{\frac {\kappa }{8}}.}
Nel 2006, sfruttando la SLE, furono trovati indizi di invarianza conforme in simulazioni numeriche di turbolenza bidimensionale.